# Вітер Валентин Степанович
Валенти́н Степа́нович Ві́тер (нар. 4 вересня 1973, місто Луцьк, Волинська область) — генеральний директор Ковельського МТМО, раніше голова Волинської обласної ради в 2014-2015 роках, заступник голови Волинської облради у 2010-2014 роках.

## Освіта
У 1980 р. пішов у перший клас середньої школи № 2 міста Луцька.
Після закінчення восьми класів у 1988 р. вступив до Ківерцівського медичного училища, яке у 1992 р. закінчив з відзнакою.
З 1992 по 1998 рр. навчався в Тернопільській державній медичній академії імені Горбачевського.
У 2005 р. закінчив Тернопільську академію народного господарства (нині - Західноукраїнський національний університет) та здобув кваліфікацію магістра з адміністративного менеджменту.

## Трудова діяльність
З лютого по вересень 1992 р. працював на посаді фельдшера у Волинському протитуберкульозному диспансері.
З 1998 по 2009 р. був лікарем-хірургом у Волинській обласній клінічній лікарні.
З січня по червень 2009 р. працював на посаді заступника головного лікаря Луцької міської поліклініки № 1.
З червня 2009 р. — заступник головного державного санітарного лікаря Волинської області, заступник головного лікаря обласної санітарно-епідеміологічної станції.
З грудня 2018 року по квітень 2020 року – заступник начальника управління охорони здоров’я Волинської обласної державної адміністрації.
З 24 квітня 2020 року після перемоги у конкурсі очолив Ковельське міськрайонне територіальне медичне об'єднання.

## Політична діяльність
У жовтні 2010 р. обраний депутатом Волинської обласної ради по одномандатному мажоритарному виборчому округу № 16 (Луцький район).
З грудня 2010 р. — заступник голови Волинської обласної ради.
20 лютого 2014 р. обраний головою Волинської обласної ради, працював на посаді голови до закінчення повноважень обласної ради у листопаді 2015 року.
Член партії ВО «Батьківщина» з 2005 р.

## Особисте життя
Одружений, двоє дітей.

## Нагороди
Нагороджений орденом святого Апостола Андрія Первозванного I ступеня.